# Sirius-Schlittenpatrouille

Emblem der Sirius-Schlittenpatrouille

Die SIRIUS-Schlittenpatrouille (dänisch Slædepatruljen SIRIUS) ist eine Fernspäh-Hundeschlitten-Einheit der dänischen Streitkräfte zur Verteidigung Grönlands in Nord- und Ostgrönland sowie zur Überwachung des Nordost-Grönland-Nationalparks. Die Militäreinheit ist in Daneborg an der Ostküste Grönlands auf der Halbinsel Wollaston Forland am Young Sound stationiert. Die Stärke der Einheit beträgt 14 Soldaten. Zwölf Patrouillensoldaten sind in Daneborg stationiert, zwei weitere Angehörige in Mestersvig. Sirius verfügt über 80 Schlittenhunde aus eigener Zucht. Administrativ untersteht die Grönland-Schlittenhundepatrouille seit 1994 der Königlichen Dänischen Marine, Marineoberkommando (SOK) in Aarhus, operativ dem Arktisk Kommando in Nuuk in Westgrönland.

## Sirius-Stützpunkte

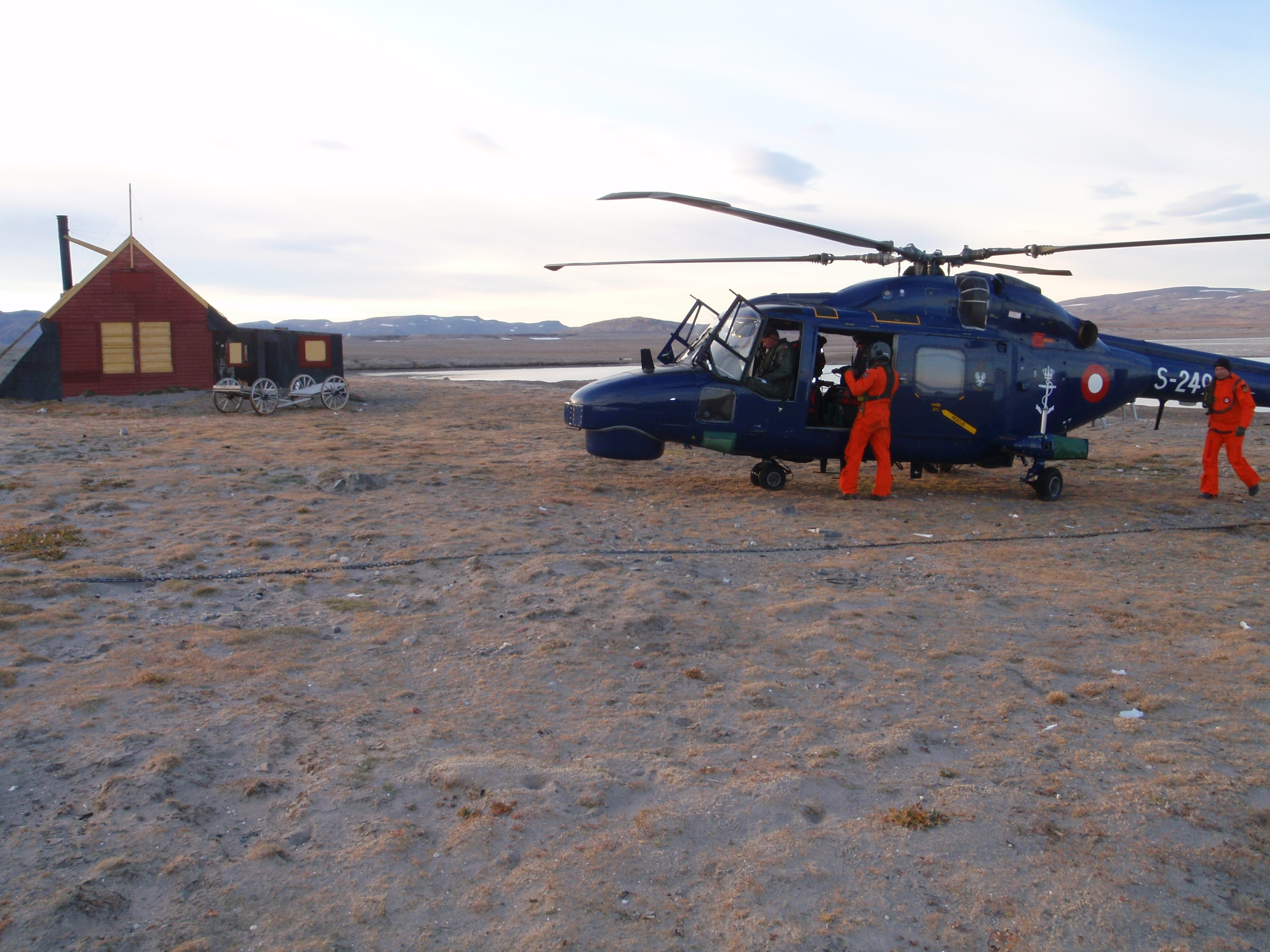
Sirius-Hauptquartier in Daneborg, 2008

Das Sirius-Hauptquartier ist Daneborg. Das Sommer-Hauptquartier der Sirius-Patrouille ist die Station auf Ella Ø im Kong Oscar Fjord, 220 km südwestlich, die allerdings am 16. September 2023 durch einen Tsunami zerstört wurde. 

Die nächstgelegene Station ist die nur im Sommer besetzte Forschungsstation Zackenberg 29 Kilometer nordnordwestlich. Mestersvig mit Flug-Verkehrslandeplatz liegt 260 km südlich von Daneborg, und Danmarkshavn 280 km weiter nördlich. Die nächste dauerhafte Ansiedlung liegt 430 Kilometer südlich von Daneborg in Ittoqqortoormiit (dänisch: Scoresbysund).

## Aufgaben und Durchführung
Zu den Aufgaben der Patrouille gehören die Wahrung der dänischen Souveränität über Grönland, polizeiliche Aufgaben im Nordost-Grönland-Nationalpark sowie die militärische Überwachung Nord- und Nordost-Grönlands. Die Patrouillen operieren in Zwei-Mann-Trupps mit elf Hunden und einem Schlitten. Die Zucht von Grönland-Schlittenhunden mit einem Gewicht von 40 bis 50 kg führt die Slædepatruljen selbst durch. Die Hundeschlitten sind bei einem Eigengewicht von 90 kg für eine Transportlast von 400 kg und mehr ausgelegt.
Die Operationszeit für die sechs Hundeschlittenpatrouillen ist im Frühjahr Februar bis Mai und im Winter zwei Monate ab Oktober. Die tägliche Marschstrecke beträgt zwischen 30 und 50 Kilometer. Biwakiert wird im Zelt oder in einer der 65 Versorgungshütten. Im gesamten Park befinden sich 350 Nothütten. Im Sommer werden durch die Gruppe die Versorgungsdepots mit 30 Tonnen Versorgungsgütern für die Patrouillenzeit mit Unterstützung von angemieteten Kuttern, Flugzeugen und Helikoptern angelegt.
Zusätzliche feste Aufgaben der Soldaten auf der Station Daneborg:
- Fernmeldeverkehr
- Hundemeister
- Wasseraufbereitung
- Proviantmeister
- Ausrüstungsverwalter
- Bekleidungskammerverwalter
- Technischer Dienst
- Stationselektrik
- Bootsführer
- Brandtruppführer

im Wechsel:
- Küchendienst
- Revierdienst
- Hundeversorgung

Als besondere Fürsorgemaßnahme erhält Sirius die Weihnachtspost durch die dänische Luftwaffe im Fallschirmabwurf. Der Sold beträgt für einen Sirius-Angehörigen monatlich netto 22.000 Dänische Kronen (rund 2952 Euro).

## Ausrüstung

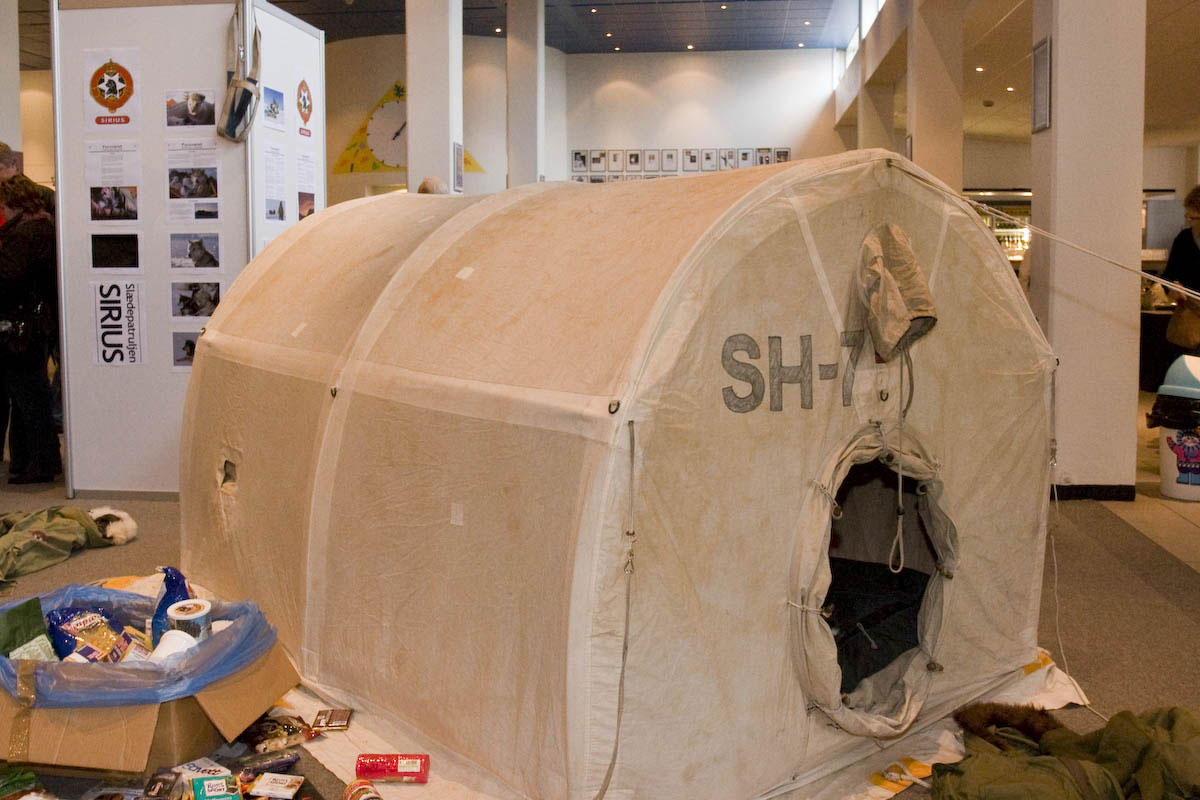
Steilwandzelt der Einheit

Sirius verwendet seit Jahrzehnten bewährte Ausrüstung mit einem relativ großen Steilwandzelt aus schwerem Baumwollstoff. Grund dafür ist, dass Baumwolle relativ unempfindlich gegen Feuer ist, der größten Gefahrenquelle in der Arktis und Antarktis. Verwendung findet entsprechende Polarausrüstung, die nicht zur allgemeinen dänischen Heeresausrüstung gehört, wie der 120-l-Norrøna-Recon-Rucksack.
Die Hundeschlitten der Patrouillen sind wie die der Inuit aus Holz gefertigt, bei denen die Kufen und die Ladeflächenhölzer nicht mit Schraubverbindungen, sondern mit Nylonriemen (früher Leder) zusammengehalten werden. Diese „weiche“ Verbindung verhindert, dass die Schlitten brechen und Verbindungen ausreißen. Bodenunebenheiten werden besser aufgefangen. Der zweite Mann, der nicht den Schlitten fährt, läuft auf Ski mit oder spurt dem Gespann voraus. Die Ski sind ebenfalls aus Holz gefertigt. Die Bewaffnung besteht aus Repetierbüchsen M1917 Enfield im Kaliber .30-06 Springfield und Pistolen Glock 20 im Kaliber 10 mm Auto. Die Waffen dienen dem Eigenschutz gegen Eisbären. Auch für Besucher des Nationalparks besteht Waffenpflicht. Ein Betreten ist genehmigungspflichtig und es ist Expeditionsausrüstung mitzuführen.

## Auswahl und Ausbildung
Jährlich findet von Juni bis August das Auswahlverfahren mit psychologischen Tests für die 20 bis 30 Jahre alten männlichen Offiziere und Unteroffiziere der dänischen Streitkräfte statt. Zu den anschließenden Lehrgängen werden mehr Soldaten zugelassen, als für den anschließenden zweijährigen Einsatz benötigt werden. Es gibt Wiederholer, die nach einer Stehzeit in Dänemark weitere Einsätze absolvieren. Durch den jährlichen Austausch wechselt einer eines Teams, so dass immer ein Soldat des ersten Dienstjahres und einer des zweiten Dienstjahres den Zwei-Mann-Trupp bilden. Teile der Ausbildung finden an der norwegischen Heereswinterkampfschule in Elverum mit Ski fahren, Wildnisorientieren bei Tag und Nacht sowie Überlebenstechniken für den Winter statt. Zur Ausbildung gehört an dänischen Ausbildungseinrichtungen eine erweiterte Fernmelde-, Sanitäts- und Pionierausbildung sowie eine Wiederholungsausbildung für Handfeuerwaffen in Oksbøl.

## Geschichte
Siehe auch: Grönland im Zweiten Weltkrieg
In ihrer heutigen Form ist die Patrouille ein Relikt des Kalten Krieges, die Anfänge reichen jedoch bis vor den Zweiten Weltkrieg zurück.
In einem Urteil vom 5. April 1933 befand der Ständige Internationale Gerichtshof, ein Vorläufer des Internationalen Gerichtshofs, im Rechtsstreit mit Norwegen, das in Nordostgrönland Eirik Raudes Land besetzte, dass Dänemark, wenn es weiter Nordostgrönland als Territorium beanspruchen wolle, diesen Willen durch Präsenz in eben jenem Gebiet rechtfertigen müsse. Bis 1941 bestand diese Präsenz aus zwei Polizeiposten zu je zwei Mann.
1941 wurde von Eske Brunn, dem dänischen Landesvogt, in Grönland im Einvernehmen mit den Amerikanern die Nordøstgrønlands Slædepatrulje (deutsch: Schlittenpatrouille Nordostgrönland) aufgestellt, um mögliche deutsche Aktivitäten in Nordostgrönland aufklären zu können. Die aus 15 Mann bestehende Einheit setzte sich aus dänischen Polizeibeamten und dänischen, grönlandischen und norwegischen Pelztierjägern zusammen und war nicht militärisch ausgebildet. Die Angehörigen lebten jedoch bereits seit Jahren in Nordostgrönland und kannten sich entsprechend im Gebiet und mit seinen schwierigen Verhältnissen gut aus. Um die kriegsvölkerrechtlichen Bestimmungen zu beachten, waren sie als dänisches Militärpersonal gekennzeichnet und erhielten einen Dienstrang. Patrouillen der Einheit gerieten zweimal in Gefechte.
Die erste Begegnung mit der Wehrmacht fand am 13. Mai 1943 statt, als der Wettertrupp des Unternehmens Holzauge von Patrouillenmitgliedern entdeckt wurde. Bei diesem Gefecht fiel der dänische Korporal Eli Knudsen. Das zweite Gefecht ereignete sich am 22. April 1944, als die Schlittenhundepatrouille einen versuchten Handstreich mit Feuerüberfall auf die Wetterstation des Unternehmens Bassgeiger durchführte. Während des Gefechts fiel Leutnant Zacker, der militärische Leiter der deutschen Wetterstation.
Die Schlittenpatrouille Nordostgrönlands wurde nach dem Krieg aufgelöst, 1950 an ihrer Stelle eine gleiche Einheit unter dem Namen Resolut aufgestellt und 1953 in Sirius-Patrouille umbenannt, nach dem hellsten Stern im Sternbild Großer Hund.
An der Sirius-Expedition vom 11. Februar bis 31. Mai 2000 mit Umrundung von West- nach Ostgrönland nahm der Thronfolger Frederik von Dänemark teil.